# Ignacy Abramowicz
Ignatij Joachimowicz Abramowicz herbu Lubicz, (ur. 29 lipca 1793 w Warszawie, zm. 1867) – rosyjski generał. 
Wziął udział w tłumieniu powstania listopadowego w 1831 roku.
W latach 1844–1851 i w 1861 pełnił funkcję oberpolicmajstra w Warszawie. W latach 1842–1862 był prezesem Warszawskich Teatrów Rządowych. Następcą został hr. Aleksander Jan Hauke.
Był założycielem i członkiem loży wolnomularskiej Szkoła Sokratesa.